# 伊保奇福
伊保奇福，是匈牙利巴兰尼亚州所辖的一个村。总面积6.01平方公里，总人口204人，人口密度33.9人/平方公里（2011年1月1日）。